# William Donald Schaefer Building
El William Donald Schaefer Building (a.k.a. William Donald Schaefer Tower o simplemente Schaefer Tower, anteriormente conocida como Merritt Tower) es el cuarto edificio más alto de la ciudad de Baltimore, Maryland, ubicado en 6 St. Paul Street. Originalmente completado por Merritt Savings and Loan en 1986 y luego reabierto bajo la administración estatal en 1992, el edificio se eleva 37 pisos y 150,3 m de altura. El espacio para oficinas constituye los 29 pisos inferiores, que albergan a más de 1100 empleados en 14 agencias estatales. Los nueve pisos superiores están desocupados y contienen un área de mantenimiento, una escalera de cemento, una escalera a la cubierta de la azotea y luego una escalera de caracol de ocho pisos que conduce a la parte superior de la aguja y al asta de la bandera.
El asta de la bandera en la parte superior del edificio alcanza los 590 pies (179,8 m), más alto que cualquier edificio del estado. Las banderas que ondean desde los postes de la torre son (por orden del exgobernador Martin O'Malley) una bandera grande y notable de Star-Spangled Banner (una recreación de la que voló sobre Fort McHenry durante la Guerra de 1812); y una bandera del estado de Maryland más pequeña. Ambos suelen ser claramente visibles en todo el centro de la ciudad y la mayor parte de la ciudad.
El icónico edificio pasó a llamarse William Donald Schaefer (1921–2011), quien se desempeñó como alcalde de Baltimore (1971–1987), gobernador de Maryland (1987–1995) y contralor estatal (1999–2007). 

## Historia
La Merritt Commercial Savings and Loan Association, originaria de Merritt Boulevard en el área suburbana de Dundalk en el sureste del condado de Baltimore, era una de las varias asociaciones de ahorro y préstamo (S & L) que habían experimentado un rápido crecimiento en los depósitos a fines de la década de 1970 y principios de la de 1980. Para invertir una parte de este capital y aumentar su prestigio, Merritt S & L construyó la Torre Merritt para reemplazar sus pequeñas oficinas de ladrillo en el lado oeste de St. Paul Street, justo encima de East Baltimore Street. El nuevo edificio también eclipsaría la sede del rival Baltimore Federal S & L, un edificio de estilo georgiano / federal recreado conocido como "Colonial Corner" que había dominado St. Paul Street desde la década de 1950, y la sede de muchos de los tradicionales más grandes. bancos y compañías de seguros que habían dominado el horizonte de la ciudad desde el Gran Incendio de Baltimore de 1904.
La Asociación Merritt quebró junto con varias otras S & L importantes en el área metropolitana durante las secuelas de los escándalos de malversación financiera de Old Court Savings and Loans, luego de una corrida de sus depósitos en 1985. La Torre Merritt se vendió en una subasta por 30 millones de dólares.
Después de una sucesión de propietarios, el Departamento de Servicios Generales del estado de Maryland compró el edificio al Chemical Bank of New York por 12,2 millones de dólares, que era menos de la mitad del costo estimado del edificio, y eventualmente planeó usarlo para complementar el estado del centro de la ciudad. oficinas además del antiguo "State Office Building Complex" (anteriormente conocido como Mount Royal Plaza). Se le cambió el nombre a William Donald Schaefer, quien se desempeñó como alcalde de la ciudad (1971-1987) y gobernador del estado (1987-1995).

## Características del edificio
El edificio fue un hito inmediato por su escala y su techo revestido de metal de color cobre. Los pisos superiores se diseñaron como un apartamento tipo loft con una enorme ventana palladiana con vistas al puerto interior. Iba a ser una "plataforma de intercambio" para uso personal y privado del desarrollador (el presidente de Merritt S & L). Se había programado la instalación de una bañera de hidromasaje en el piso frente a la ventana y los medios pisos de estilo entrepiso superior en los lados izquierdo y derecho del espacio debían ser áreas de dormitorio para su entretenimiento personal. A 2008 el piso ahora terminado es una sala de conferencias para la Administración de Tránsito de Maryland.

## Inquilinos
La Torre Schaefer alberga varias agencias estatales. Estos incluyen la sede de la Administración de Tránsito de Maryland, la Junta de Apelaciones de Contratos (suite 601), la Oficina de Asuntos de Minorías del Gobernador de Maryland (suite 1502), la Oficina del Abogado del Pueblo de Maryland (suite 2102), la Comisión de Derechos Civiles de Maryland (suite 900), la Oficina del Defensor Público (suite 1400), la Comisión de Servicios Públicos de Maryland, y el sistema de Planes Suplementarios de Jubilación para Maestros y Empleados del Estado de Maryland (suite 200). También alberga sucursales del Departamento de Tasaciones e Impuestos, el Departamento de Servicios Generales, una suite de oficina para el Gobernador de Maryland, la Oficina del Gobernador de Resolución Alternativa de Disputas de Atención Médica, la Oficina del Gobernador de Seguridad Nacional, el Departamento de Salud y Higiene Mental, el Fondo de Seguro de Automóviles de Maryland y las Juntas de Apelación de Evaluación de Impuestos a la Propiedad.